# Раттенхубер, Ганс
Ганс Раттенхубер (нем. Hans Rattenhuber, также Иоганн Раттенхубер; 30 апреля 1897, Оберхахинг близ Мюнхена — 30 июня 1957, Мюнхен) — группенфюрер СС и генерал-лейтенант полиции и войск СС  (24.2.1945), начальник личной охраны Гитлера и шеф Имперской службы безопасности.

## Биография
Получил среднее образование. В 1916 году поступил в 16-й баварский пехотный полк, участвовал в Первой мировой войне как унтер-офицер, затем стал лейтенантом, с 1920 по 1933 работал в органах полиции Баварии.
В 1918 году познакомился с Гиммлером в школе унтер-офицеров. С 1919 член Добровольческого корпуса Денца. Во время заключения Гитлера в крепости Ландсберг (1924) служил в тюремной охране.
С 1929 года — председатель Союза полицейских чиновников.
1 марта 1933 года вступил в НСДАП (билет № 3212449). С марта 1933 года — один из адъютантов Гиммлера, одновременно сотрудник полиции безопасности (ЗИПО).
По рекомендации Гиммлера с 1933 года и до дня ареста являлся начальником личной охраны Гитлера.
2 мая 1945 года взят в плен советскими войсками.
В плену дал собственноручные показания о своей службе на посту начальника личной охраны .
Определением военного трибунала Московского военного округа от 15 февраля 1952 года приговорен к 25 годам лишения свободы.
На основании Указа Президиума Верховного Совета СССР от 28 сентября 1955 года досрочно освобожден из мест заключения и 10 октября того же года передан властям ГДР. Умер в Мюнхене.

## Награды
- Железный крест 1-го класса (1914) (Королевство Пруссия)
- Железный крест 2-го класса (1914) (Королевство Пруссия)
- Нагрудный знак «За ранение» (чёрный) (1914—1918)
- Крест «За военные заслуги» 2-го класса с мечами (Королевство Бавария)
- Почётный крест Первой мировой войны 1914/1918
- Шеврон старого бойца
- Спортивный знак СА в бронзе
- Немецкий Олимпийский почётный знак 1-го класса
- Спортивный знак Германского рейха в золоте (12.05.1938)
- Медаль «В память 13 марта 1938 года»
- Медаль «В память 1 октября 1938 года»
- Медаль За выслугу лет в НСДАП в бронзе (10 лет)
- Медаль «За выслугу лет в СС» 3-й степени (8 лет)
- Золотой партийный знак НСДАП
- Кольцо «Мёртвая голова»
- Почётная шпага рейхсфюрера СС